# Richard Nelson (economista)
Richard Robinson Nelson (New York, 4 maggio 1930 – 28 gennaio 2025) è stato un economista statunitense, è stato Henry R. Luce Professor di Economia Politica Internazionale alla Columbia University.
È considerato uno dei fondatori delle teorie evolutive in economia.
Il suo lavoro più famoso in questo senso è An Evolutionary Theory of Economic Change (Harvard University Press, 1982), scritto assieme a Sidney Winter.